# Костелець (гміна)
Гміна Костелець (пол. Gmina Kościelec) — сільська гміна у північно-західній Польщі. Належить до Кольського повіту Великопольського воєводства.
Станом на 31 грудня 2011 у гміні проживало 6641 особа.

## Територія
Згідно з даними за 2007 рік площа гміни становила 105,9 км², у тому числі:
- орні землі: 69.00 %
- ліси: 21.00 %

Таким чином, площа гміни становить 10,47 % площі повіту.

## Населення
Станом на 31 грудня 2011:
| Опис     | Загалом | Загалом | Чоловіки | Чоловіки | Жінки | Жінки |
| -------- | ------- | ------- | -------- | -------- | ----- | ----- |
| одиниця  | осіб    | %       | осіб     | %        | осіб  | %     |
| все      | 6641    | 100     | 3344     | 50.35    | 3297  | 49.65 |
| міське   | 0       | 100     | 0        |          | 0     |       |
| сільське | 6641    | 100     | 3344     | 50.35    | 3297  | 49.65 |

## Сусідні гміни
Гміна Костелець межує з такими гмінами: Брудзев, Владиславув, Домбе, Коло, Коло, Крамськ, Кшимув.